# Legislatura Estatal de California

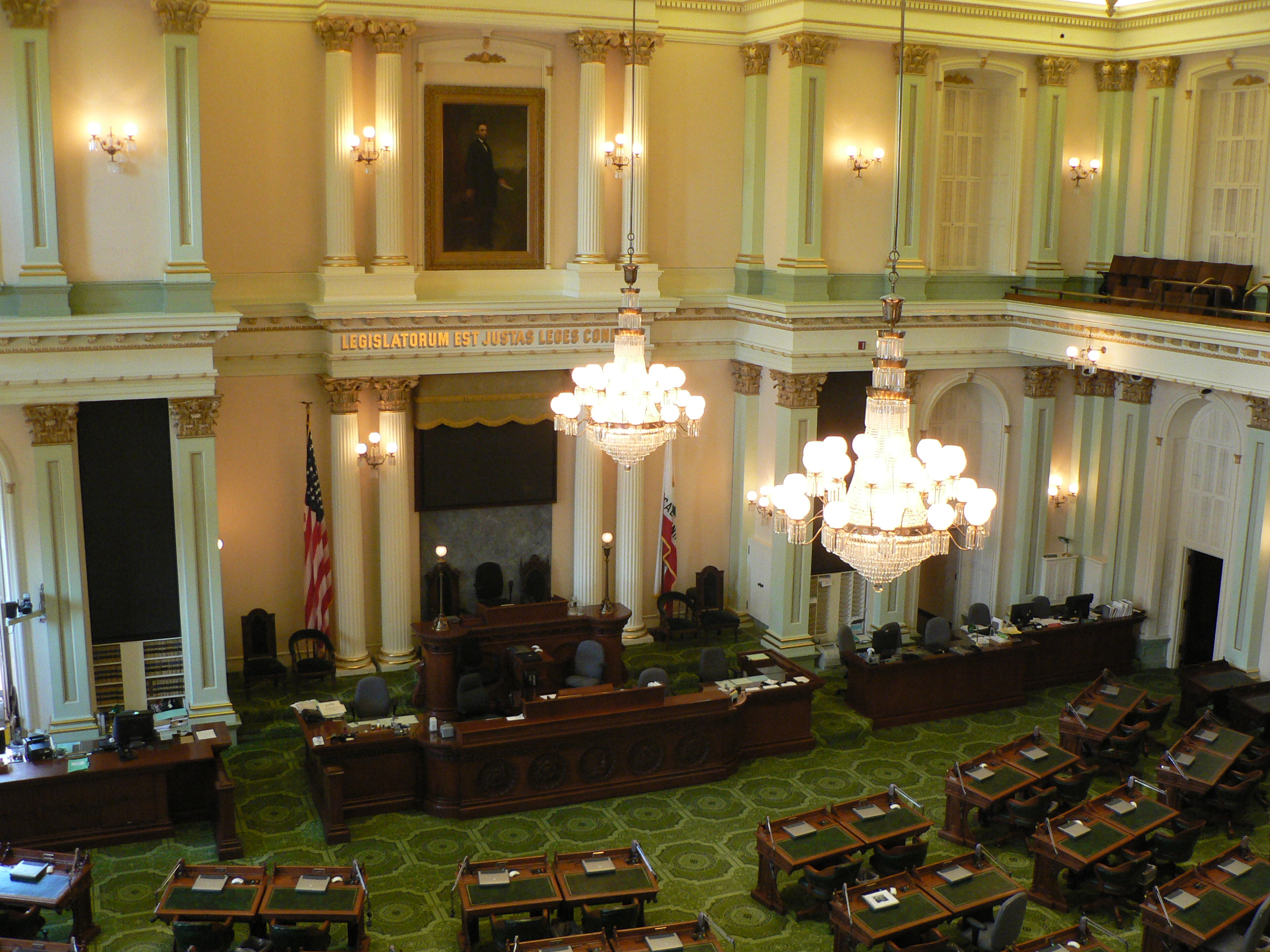
Cámara de la Asamblea Estatal de California.

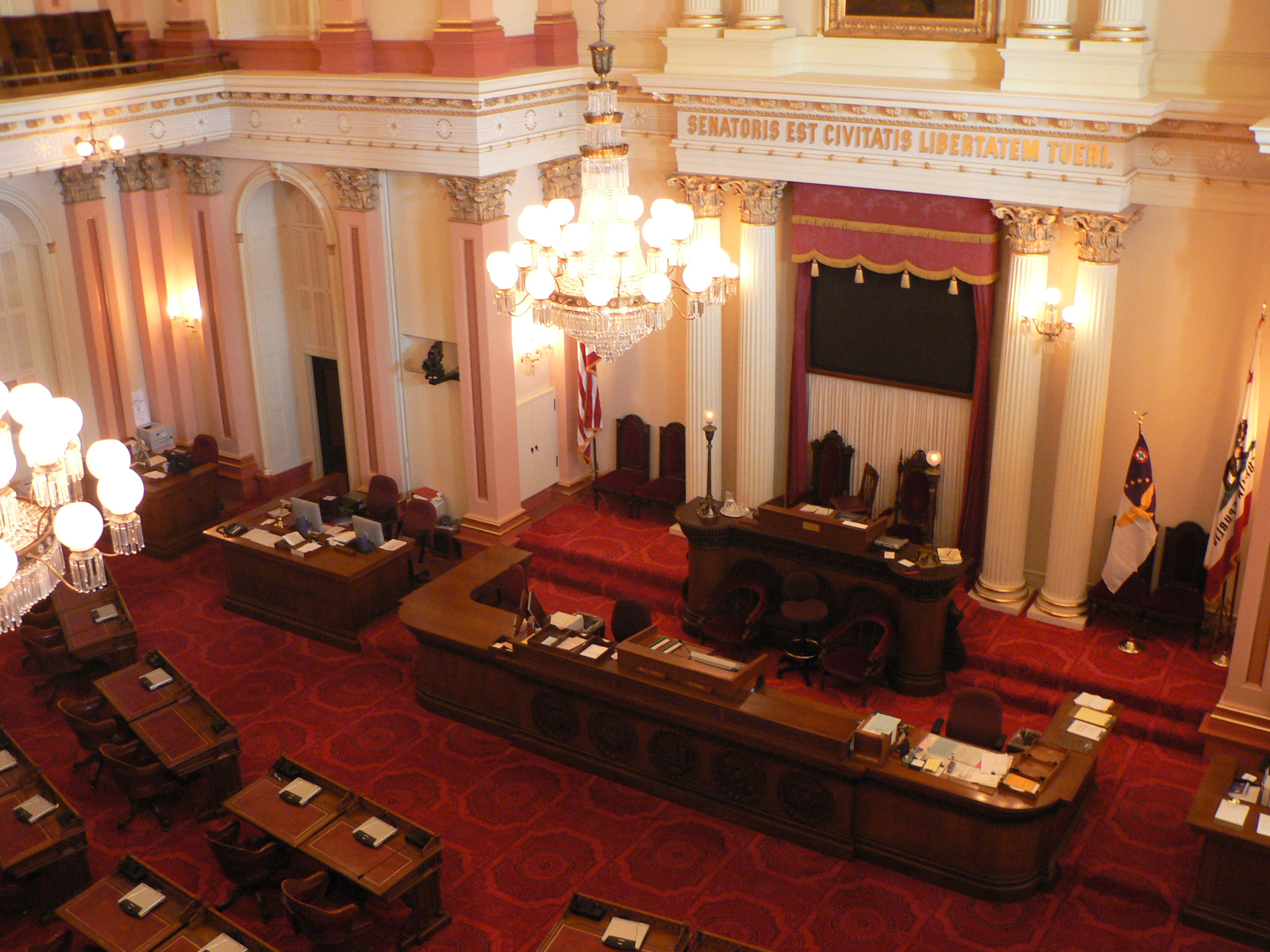
Cámara del Senado de la Asamblea Estatal de California.

La Legislatura Estatal de California (en inglés: California State Legislature) es la legislatura estatal (órgano encargado del Poder legislativo) del estado de California, en Estados Unidos. Se trata de un órgano bicameral de la cámara baja, la Asamblea Estatal de California cuenta con 80 miembros, y la Cámara Alta, el Senado Estatal de California, con 40 miembros. Los nuevos legisladores son convocados en las sesiones de cada dos años, a fin de organizar de organizar la Macara de la Asamblea al mediodía en el primer lunes de diciembre después de la elección. Después de la reunión de organización, ambas cámaras están en receso hasta el primer lunes de enero, excepto cuando el primer lunes es el 1 de enero o el 1 de enero es domingo, en cuyo caso se reúnen el miércoles siguiente. Los legisladores estatales se reúnen en el Capitolio Estatal de California en Sacramento.
Actualmente la Legislatura Estatal de California tiene una mayoría demócrata, con el senado consistiendo con 25 demócratas y 15 republicanos; y la asamblea con 48 demócratas y 32 republicanos. Excepto por un corto periodo de 1995 a 1996, la asamblea ha estado en manos de los demócratas y en las manos de los demócratas desde las elecciones de 1970 (inclusive cuando la oficina del gobernador ha estado cambiando entre republicanos y demócratas). El senado ha sido demócrata continuamente desde 1970.

## Términos y límites de los términos
Los miembros de la Asamblea son elegidos en ochenta distritos, y sirven un periodo de dos años, y desde 1990 se ha limitado para ser elegido tres veces. Miembros del senado sirven un término de cuatro años y están limitados a ser elegido por segunda vez. El estado cuenta con cuarenta distritos del senado, y la mitad de ellos son elegidos en una elección alterna (cada dos años).

## Sesiones legislativas
Los nuevos legisladores convocan cada nueva sesión de dos años, para organizar, en las cámaras de la Asamblea y el Senado, respectivamente, al mediodía del primer lunes de diciembre después de la elección.
Después de la reunión organizativa, ambas cámaras están en receso hasta el primer lunes de enero, excepto cuando el primer lunes sea el 1 de enero o el 1 de enero sea domingo, en cuyo caso se reunirán el miércoles siguiente. Aparte del receso, la legislatura está en sesión todo el año.

## Casa estatal
Dado que California recibió la condición de estado oficial de los EE. UU. El 9 de septiembre de 1850, como parte del Compromiso de 1850, la capital del estado fue San José (1850-1851), Vallejo (1852-1853) y Benicia (1853-1851). 1854), hasta que Sacramento fue finalmente seleccionada en 1854.
El primer Edif Casa del Estado de California fue originalmente un hotel en San José propiedad del empresario Pierre "Don Pedro" Sainsevain y sus asociados.
La Legislatura del Estado se reúne actualmente en el Capitolio del Estado de California en Sacramento.

## Términos y límites de plazo
Los miembros de la Asamblea son elegidos de 80 distritos y sirven términos de dos años. Los 80 escaños de la Asamblea están sujetos a elección cada dos años. Los miembros del Senado son elegidos de 40 distritos y sirven términos de cuatro años. Cada dos años, la mitad del Senado (20 escaños) está sujeta a elección, con distritos impares para elecciones durante las elecciones presidenciales y distritos pares para elecciones durante las elecciones de mitad de período .
Los límites de mandato se establecieron inicialmente en 1990 tras la aprobación de la Proposición 140. En junio de 2012, los votantes aprobaron la Propuesta 28, que limita a los legisladores a un máximo de 12 años, sin importar si sirven esos años en la Asamblea del Estado o en el Senado del Estado. Los legisladores elegidos por primera vez el 5 de junio de 2012 o antes, están restringidos por los límites de los mandatos anteriores, aprobados en 1990, que limitaban a los legisladores a tres mandatos en la Asamblea del Estado y dos mandatos en el Senado del Estado.

## Mantenimiento de registros
Los procedimientos de la Legislatura del Estado de California se resumen brevemente en revistas que se publican regularmente, que muestran los votos y quién propuso o retiró qué. Los informes producidos por las agencias ejecutivas de California, así como la Legislatura, se publicaron en los Apéndices de las Revistas de 1849 a 1970. Desde la década de 1990, la legislatura ha proporcionado una transmisión de video en vivo para sus sesiones y se ha transmitido en todo el estado en el Canal de California y en la televisión por cable de acceso público local. Debido al costo y la desventaja política obvia, California no mantuvo registros textuales de los discursos reales hechos por miembros de la Asamblea y el Senado hasta que comenzó la transmisión de video. Como resultado, reconstruir la intención legislativa fuera del preámbulo de una ley es extremadamente difícil en California para la legislación aprobada antes de la década de 1990.
Desde 1993, la Legislatura ha alojado un sitio web o FTP de una forma u otra. El sitio web actual contiene el texto de todos los estatutos, todos los proyectos de ley, el texto de todas las versiones de los proyectos de ley, todos los análisis de los proyectos de ley de las comisiones, todas las votaciones de los proyectos de ley en comisión o en la sala, y los mensajes de veto del gobernador. Antes, los comités publicaban ocasionalmente informes de proyectos de ley importantes, pero la mayoría de los proyectos de ley no eran lo suficientemente importantes como para justificar el gasto de imprimir y distribuir un informe a los archivos y bibliotecas legales de todo el estado. Para los proyectos de ley que carecen de un informe de comité tan formal, la única manera de descubrir la intención legislativa es acceder a los archivos estatales en Sacramento y revisar manualmente los archivos de los legisladores relevantes, los comités legislativos y la Oficina del Gobernador del período de tiempo relevante, con la esperanza de encontrar una declaración de intenciones y evidencia de que la declaración en realidad reflejaba los puntos de vista de varios de los legisladores que votaron por el proyecto de ley (a diferencia de uno solo).

## Comités legislativos
Los nombramientos de comités legislativos más solicitados son los de banca, agricultura y seguros. Estos a veces se denominan comités de "jugo", porque la membresía en estos comités a menudo ayuda a los esfuerzos de recaudación de fondos de campaña de los miembros del comité, porque los grupos de presión poderosos quieren donar a los miembros de estos comités.

### Veto de bolsillo
La legislatura puede " guardar las leyes de veto" evitando su consideración y evitando así una votación. El "Archivo en suspenso" de asignaciones, que se creó a mediados de la década de 1980, es una forma popular de evitar una votación.
Cuando un comité se niega a votar un proyecto de ley fuera del comité, la membresía en general puede aprobar una petición de descarga. En California, a partir de 2019, esto se regía por la Regla 28 del Senado, que requiere a 21 miembros, y la Regla 96 (a) de la Asamblea, que requiere a 41 miembros; el procedimiento se utilizó notablemente en 1998.
En 2019, un cambio de reglas en la Asamblea permitió a los presidentes de los comités evitar considerar proyectos de ley, lo que efectivamente anula la propuesta. Se propuso una enmienda propuesta a la constitución (ACA-23 ) para la sesión 2017-2018 para requerir una votación.
Los poderes de veto de bolsillo no son infrecuentes en las legislaturas del resto de los estados del país; en Colorado, el poder fue derogado notablemente en una enmienda constitucional de iniciativa ciudadana en 1988, impulsada por varios grupos reformistas.